# 打勾勾娱乐
打勾勾娛樂有限公司，簡稱打勾勾娛樂（英語：Deal Entertainment Inc.），2020年由黄薇夏創辦的台灣影视制作及经纪公司，主要業務為影視項目開發及艺术創作者經紀。代表作品《讲话没有在听》获得第59届金马奖最佳剧情短片。
2023年，由旗下导演、编剧李念修拍摄的剧集作品《童话故事下集》杀青，该作品由演员柯佳嬿、刘以豪主演，同时也是打勾勾娛樂的首部影视剧集。

## 发展歷史
2020年12月，该公司成立。
2021年，出品并制作短片《講話沒有在聽》，并於2021年高雄電影節上映，同时获得第59届金馬奖最佳劇情短片。
2022年，作品《童话故事下集》获得台湾文化部新媒體跨平臺創意影音節目製作補助。
2023年，制作的首部剧集《童话故事下集》杀青，该剧集由李念修自编自导，金牌编剧徐誉庭监制。同年，作品《不老騎士》获得台湾文化部國產電影長片輔導金及高雄市政府文化局補助電影製作實施計畫补助。